# Добс Фери (Њујорк)
Добс Фери (енгл. Dobbs Ferry) град је у америчкој савезној држави Њујорк.

## Демографија
По попису из 2010. године број становника је 10.875, што је 253 (2,4%) становника више него 2000. године.
| Група             | 2000.         | 2010.         |
| Белци             | 8.134 (76,6%) | 7.883 (72,5%) |
| Афроамериканци    | 784 (7,4%)    | 788 (7,2%)    |
| Азијати           | 803 (7,6%)    | 932 (8,6%)    |
| Хиспаноамериканци | 744 (7,0%)    | 1.141 (10,5%) |
| Укупно            | 10.622        | 10.875        |